# Leandro Planas
Leandro Miguel Planas (Buenos Aires, 28 novembre 1975) è un allenatore di calcio a 5 ed ex giocatore di calcio a 5 argentino, campione sudamericano con la nazionale argentina nel 2003.

## Carriera
Planas ha disputato, con la Nazionale maschile di calcio a 5 dell'Argentina, il FIFA Futsal World Championship 1996 in cui la selezione sudamericana è stata eliminata al primo turno nel girone comprendente Paesi Bassi, Russia e Cina. Quattro anni dopo l'Argentina giunge a Foz do Iguaçu alla finale del Copa América 2000 ma perde seccamente contro i brasiliani campioni in carica, nel mondiale di sette mesi dopo giunge al secondo turno ma termina ultima alle spalle anche dell'Egitto.
Il periodo che precede il mondiale del 2004 è il più felice per Planas: nel 2003 arriva l'inaspettata vittoria nella Copa América, e l'anno successivo la soddisfazione di giungere quarto al mondiale. Nel 2008 invece non va molto bene la partecipazione al torneo sudamericano chiuso al terzo posto, mentre al mondiale l'Argentina giunge al secondo turno ma manca le qualificazioni alle semifinali.

## Palmarès

### Competizioni nazionali
- Campionato italiano: 1

Roma RCB: 2000-01
- Coppa Italia: 1

Nepi: 2004-05

### Competizioni internazionali
- Coppa America: 1

Argentina 2003